# درشت‌نی
دُرُشت‌نِی یا تیبیا (به انگلیسی: Tibia) استخوان بلندی است در طرف داخل ساق پا که بین زانو و مچ پا قرار دارد. درشت‌نی مسئول حمایت بیشتر وزن بدن است و برای حرکت مفصل زانو و مچ پا ضروری است. در حین راه رفتن استخوان تیبیا نیروی محوری در حدود پنج برابر وزن انسان را تحمل می‌کند.
در ساق پای جانداران مهره‌دار دو استخوان وجود دارد که استخوان بزرگ‌تر و قوی‌تر درشت‌نی و استخوان باریک‌تر و ضعیف‌تر نازک‌نی نام دارد. به درشت‌نی، استخوان قلمِ پا هم گفته می‌شود. این دو استخوان، زانو را با قوزک پا پیوند می‌دهند.
در ساختار مچ پا سه استخوان درشت‌نی، نازک‌نی و قاپ شرکت دارند که توسط رباط‌هایی مثل رباط دالی، رباط قاپی‌نازک‌نئی (تالوفیبولار) پیشین و پسین و غیره پشتیبانی می‌شوند.
درشت‌نی در جنس مذکر راست و عمودی است وبا استخوان درشت‌نی پای دیگر هم‌راستا است ولی در جنس مؤنث، درشت‌نی‌ها مقداری خمیدگی به سوی بیرون دارند تا اریب بودن استخوان ران زنانه را جبران کنند.
درشت‌نی شامل انتهای فوقانی، تنه و انتهای تحتانی است. انتهای فوقانی آن حجیم‌تر از انتهای تحتانی است و به سمت عقب گسترده شده، در مجموع شامل دو لقمه (کاندیل) داخلی و لقمه خارجی و یک برجستگی است. لقمه داخلی بزرگ‌تر از لقمه خارجی است اما به اندازهٔ آن برجسته نیست.

## کالبدشناسی
درشت‌نی بعد از استخوان ران بزرگ‌ترین استخوان بدن است. این استخوان در بالا با ران، در پایین با استخوان قاپ (تالوس) و در خارج با نازک‌نی مفصل می‌شود. شکل استخوان درشت‌نی مانند یک ساعت شنی است. در بالا عرض و حجم آن زیاد است. به پایین که می‌آید نازک‌تر می‌شود و دوباره به انتهای پایینی که می‌رسد مجدداً عرض آن زیاد می‌شود البته نه به اندازه بالا.
استخوان درشت‌نی در بالا یعنی جایی که مفصل زانو را تشکیل می‌دهد حجیم و بزرگ است. این قسمت از درشت‌نی از استخوان اسفنجی درست شده و به دو ناحیه که به آنها لقمه‌های (کندیل‌های) درشت‌نی می‌گویند تقسیم می‌شود. پس بالاترین قسمت درشت‌نی دو لقمه خارجی و داخلی دارد. سطح بالایی درشت‌نی یعنی جایی که با لقمه‌های ران مفصل می‌شود تقریباً مسطح بوده و به آن فلات (پلاتوی) درشت‌نی می‌گویند. قسمتی از سطح بالایی درشت‌نی که روی لقمه داخلی آن است را فلات داخلی و قسمتی را که روی لقمه خارجی قرار دارد فلات خارجی می‌گویند.
دو انتهای بالایی و پایینی درشت‌نی را مانند هر استخوان بلند دیگر پهنه استخوان (متافیز) و وسط آن را تنه استخوان (دیافیز) می‌نامند. قسمت وسط یا تنه درشت‌نی از استخوان سفت و محکم قشری (کورتیکال) درست شده و توخالی است. در داخل قسمت خالی میانی آن مغز استخوان قرار گرفته است.
درشت‌نی در قسمت تنه خود مانند استخوان ران به شکل استوانه نیست بلکه به شکل یک منشور سه‌وجهی است و سطح مقطع مثلثی دارد. استخوان در این قسمت دو وجه خارجی و داخلی و یک وجه پشتی یا خلفی دارد. وجه خارجی آن نزدیک استخوان نازک‌نی است و توسط پرده بافتی به نام پرده بین استخوانی به نازک‌نی متصل می‌شود. در واقع اتصال درشت‌نی و نازک‌نی از طریق پرده بین استخوانی را نوعی مفصل می‌دانند که به آن نوع بندی (سندسموز) مفصل رشته‌ای می‌گویند. وجه داخلی استخوان درشت‌نی زیر پوست قرار داشته و با ماهیچه پوشیده نشده است. درست زیر پوست قسمت داخلی ساق می‌توان سفتی استخوان را لمس کرد.
پایین‌ترین قسمت استخوان درشت‌نی یعنی پهنه پایینی آن مجدداً حجیم می‌شود ولی البته اندازه پهنه پایینی درشت‌نی از پهنه بالایی آن کوچکتر است. سطح زیرین پهنه پایینی استخوان درشت‌نی را که با استخوان قاپ مفصل می‌شود، سقف درشت‌نی می‌گویند. پهنه (متافیز) پایینی درشت‌نی در قسمت داخلی (مدیال) کمی به سمت داخل‌تر و پایین‌تر برجسته شده و به آن قوزک (مالئول) داخلی می‌گویند. قوزک داخلی هم زیر پوست قابل لمس است. سطح خارجی قوزک داخلی در کنار استخوان قاپ قرار گرفته و با آن مفصل می‌شود.

## استخوان‌شناسی
درشت‌نی یکی از استخوان‌های دراز ساق پا است که در سمت داخلی (مدیال) ساق قرار دارد. این استخوان دارای دو انتهای نزدینه (پروگزیمال) و دورینه (دیستال) و یک تنه است.
انتهای بالایی یا همان نزدینه شامل کندیل داخلی و خارجی، برآمدگی میان‌لقمه‌ای و برجستگی درشت‌نی است. کندیل‌های داخلی و خارجی درشت‌نی با کندیل‌های داخلی و خارجی استخوان ران مفصل می‌شوند.
تنهٔ درشت‌نی به شکل منشور مثلث‌القاعده است و سه لبه (داخلی، خارجی یا بین‌استخوانی، و جلویی) و سه سطح (داخلی، خارجی و پشتی) دارد. تنه در بخش‌های بالا و پایین پهن و در بخش میانی باریک است.
انتهای پایینی شامل قوزک داخلی، سطح مفصلی برای مفصل‌شدن با نازک‌نی و سطح مفصلی برای مفصل‌شدن با قاپ (تالوس) است.

### نازک‌نی
نازک‌نی (فیبولا) استخوانی باریک و دراز است که در سمت خارجی درشت‌نی قرار دارد. همانند درشت‌نی، دارای دو انتها (بالایی و پایینی) و یک تنه است.
انتهای بالایی یا سر نازک‌نی حجیم است و با سطح مفصلی انتهای بالایی درشت‌نی، مفصل درشت‌نی-نازک‌نی بالایی را تشکیل می‌دهد. تنهٔ نازک‌نی نیز مانند درشت‌نی منشور مثلث‌القاعده است و سه سطح (داخلی، خارجی و پشتی) و سه لبه (جلویی، پشتی و داخلی یا بین‌استخوانی) دارد.
انتهای پایینی شامل قوزک خارجی و سطح مفصلی برای مفصل‌شدن با استخوان قاپ است.

### نکات مهم کالبدشناسی درشت‌نی و نازک‌نی
برجستگی درشت‌نی محل اتصال رباط کشککی است.
نازک‌نی در تشکیل مفصل زانو شرکت ندارد.
تحمل وزن بدن عمدتاً بر عهدهٔ درشت‌نی است.
گردن نازک‌نی رابط بین سر و تنهٔ آن است.
شکستگی گردن نازک‌نی می‌تواند باعث آسیب عصب پرونئال مشترک شود.
زائدهٔ نیزه‌ای (استیلوئید) نازک‌نی از بخش پشتی-خارجی سر نازک‌نی به سمت بالا امتداد می‌یابد.
درشت‌نی بزرگ‌ترین استخوان ساق پا است.
کندیل داخلی درشت‌نی از کندیل خارجی بزرگ‌تر است.
برجستگی درشت‌نی در جلوی انتهای بالایی درشت‌نی و زیر پوست قابل لمس است.
سرخرگ تغذیه‌کنندهٔ درشت‌نی بزرگ‌ترین سرخرگ تغذیه‌ای استخوانی بدن است.
هر یک از درشت‌نی و نازک‌نی یک مرکز اولیه و دو مرکز ثانویهٔ استخوان‌سازی دارند.
قوزک داخلی متعلق به درشت‌نی و قوزک خارجی متعلق به نازک‌نی است.
از هر دو استخوان، به‌ویژه نازک‌نی، برای پیوند استخوان استفاده می‌شود.
انتهای بالایی درشت‌نی دو کندیل دارد که هر یک سطح مفصلی دارند و بین آن‌ها برآمدگی بین‌کندیلی قرار دارد.
خط نعلی در سطح پشتی تنهٔ درشت‌نی دیده می‌شود.
سوراخ تغذیه‌ای درشت‌نی در لبهٔ پایینی خط نعلی و در امتداد شیار عروقی است.
قوزک خارجی از قوزک داخلی بلندتر و پایین‌تر است و این موضوع خطر پیچ‌خوردگی به سمت خارج را کاهش می‌دهد.
نازک‌نی بیشترین نقش را در اتصال ماهیچه‌ها دارد.
بخش میانی تنهٔ درشت‌نی نقطه‌ای نسبتاً ضعیف و مستعد شکستگی است.
کندیل خارجی درشت‌نی بیشتر از کندیل داخلی دچار شکستگی می‌شود.
شکستگی کندیل درشت‌نی می‌تواند باعث خشکی مفصل زانو شود.
شکستگی تنهٔ درشت‌نی ممکن است به عصب درشت‌نی آسیب بزند.
درشت‌نی شایع‌ترین استخوان در شکستگی باز است.
بیماری ازگود-اشلاتر نوعی نکروز بی‌خون‌رسانی است که برجستگی درشت‌نی را درگیر می‌کند و معمولاً در سنین ۱۰ تا ۱۴ سال بروز می‌کند.
حفرهٔ مالئولار در انتهای پایینی نازک‌نی، پشت سطح مفصلی بین قوزک خارجی و سطح خارجی قاپ قرار دارد.
شکستگی پات نوعی شکستگی در بخش بالایی قوزک خارجی است.
در ضربات شدید ممکن است برجستگی درشت‌نی جدا شود (شکستگی کندگی) که سه نوع دارد.
برآمدگی بین‌کندیلی نیز می‌تواند دچار شکستگی شود.

## نگارخانه

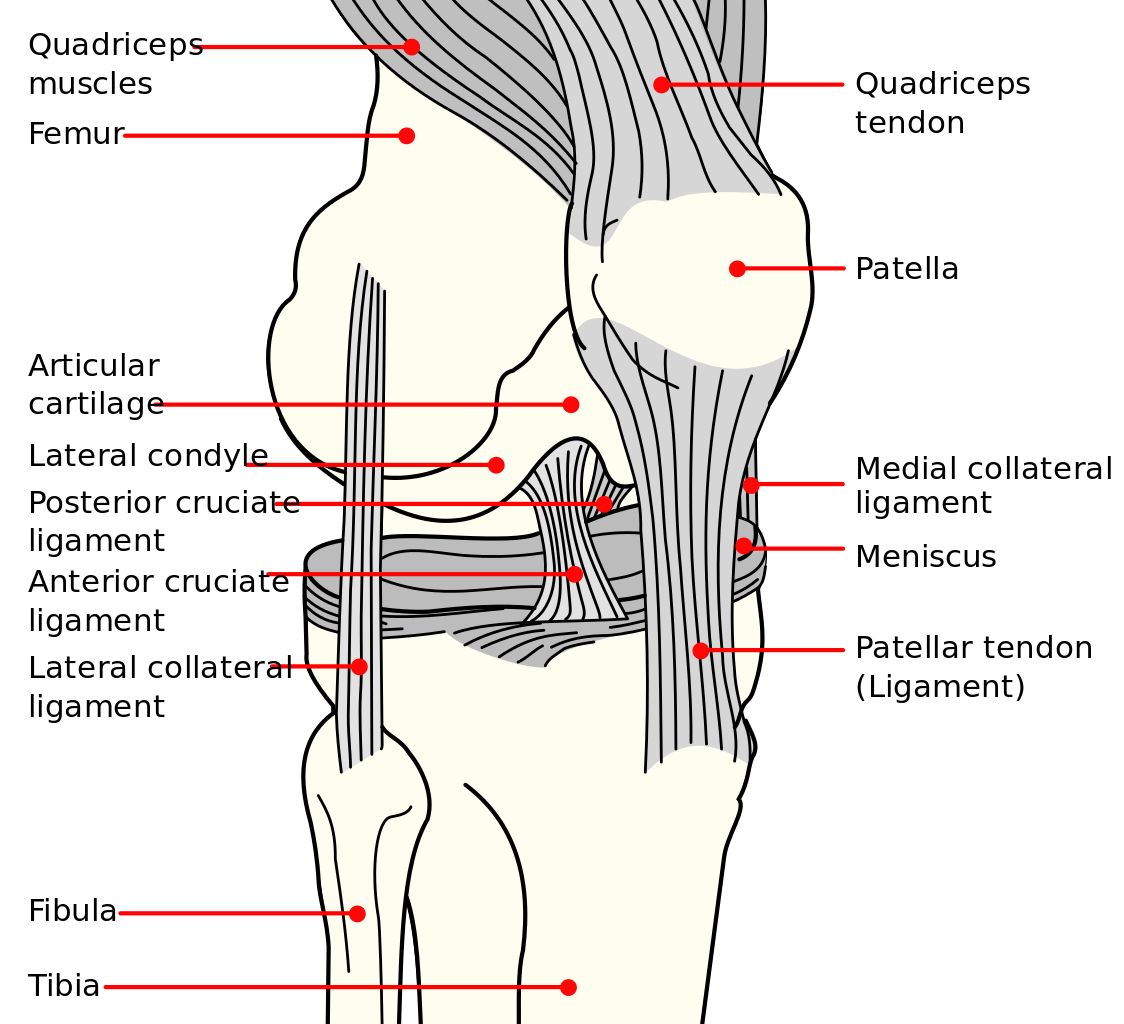
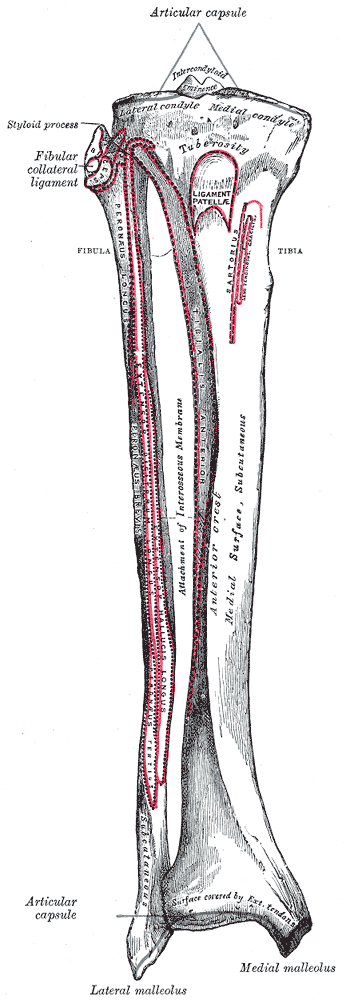
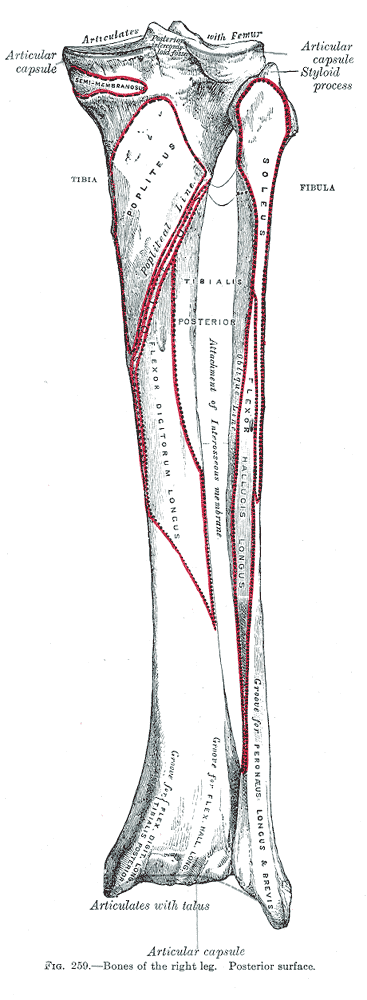
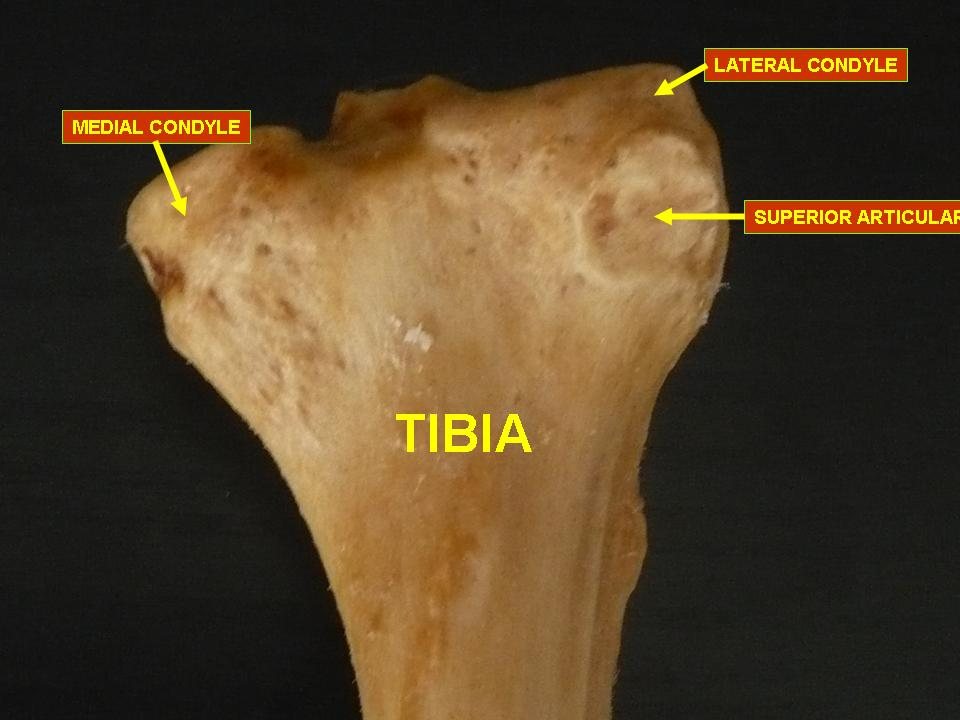
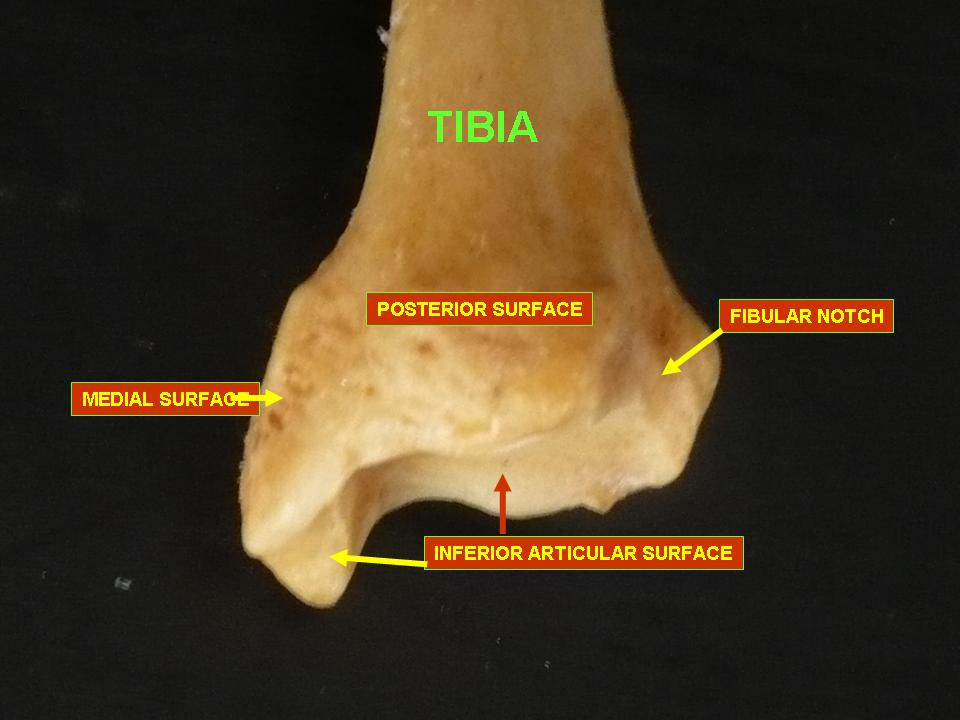